# Grimke
Grimke är en nedslagskrater med en diameter på 35 kilometer, på planeten Venus. Grimke har fått sitt namn efter författaren Sarah Grimke.